# Гали, Жорди
Жорди Гали Гаррета (кат. Jordi Galí Garreta; родился 4 января 1961, Барселона, Испания) — испанский экономист, профессор экономики университета Помпеу Фабра, президент Европейской Экономической Ассоциации в 2012 году.

## Биография
Гали родился 4 января 1961 года в Барселоне.
Гали окончил в 1985 году Высшую школу администрирования и управления предприятием и получил степень магистра международного менеджмента. Докторской степени по экономике был удостоен в 1989 году в Массачусетском технологическом институте. В 1994 году окончил университет Помпеу Фабра и получил степень по экономике.
Преподавательскую деятельность начал в 1989—1993 годах в должности ассистента профессора экономики, а в 1993—1994 годах ассоциированным профессором в Колумбийском университете. Продолжил в 1994—1999 годах ассоциированным профессором экономики, а в 1999—2001 годах в должности полного профессора Нью-Йоркского университета. Параллельно стал директором Центра исследований в области международной экономики с 1999 года, а с 2001 года там же старший научный сотрудник и с того же года
с 2001 года профессор экономики университета Помпеу Фабра. С 2008 года профессор экономики в Высшей школе экономики Барселоны.
Являлся приглашенным профессором в Массачусетском технологическом институте в 2005—2006 годах; приглашенным профессором в университете Помпеу Фабра в 1992 году, в 1993—1994 годах и в 1998—2000 годах; приглашенным помощником профессора в Йельском университете в 1995 году.
Являлся помощником редактора в журнале «Moneda y Crédito» в 1993—1998 годах, «Spanish Economic Review» в 1993—2001 годах, член редколлегии «Investigaciones Económicas» в 1999—2003 годах, член научного совета «Cuaderno Económicos de ICE» в 2003—2009 годах, член редакции Review of Economic Studies в 1998—2000 годах, помощник редактора «Economics Letters» в 1997—2003 годах, член совета редакторов The American Economic Review в 1996—2001 годах, соредактор European Economic Review в 1999—2002 годах, помощник редактора Review of Economic Dynamics в 1998—2005 годах, соредактор Journal of the European Economic Association в 2004—2007 годах, помощником редактора Journal of Economic Perspectives в 2005—2008 годах. С 2011 года является членом редколлегии «Monetaria», помощником редактора International Journal of Central Banking с 2005 года, помощником редактора American Economic Journal Macroeconomics с 2007 года, специальный редактор Journal of Monetary Economics в 2016 году.
С 2004 года является членом, а в 2013—2015 годах был членом совета эконометрического общества. Является членом с 2008 года, а в 2003—2007 годах был членом совета, вице-президентом в 2010 году, выбранным президентом в 2011 году, и президентом в 2012 году Европейской Экономической Ассоциации. Является членом с 1997 года, был научным сотрудником в 1992—1996 годах, содиректором международной макроэкономической программы в 1999—2005 годах Центра исследований экономической политики в Лондоне. Являлся научным сотрудником с 1995 года NBER, а 2009 года член Института изучения Каталонии. С 2013 года член Европейской Академии.

## Награды
- 1985 — двухлетний грант от фонда Fulbright-La Caixa,
- 1988 — грант женералитета Каталонии CIRIT,
- 1990 — двухлетний грант на исследования от CBS
- 1993 — грант правительства Испании DGICYT,
- 1995 — шестилетний исследовательский грант от Центра C.V. Starr,
- 1999 — двухлетний грант от министерства образования и культуры правительства Испании,
- 1999 — двухлетний грант от Национального научного фонда,
- 2000 — премия молодому исследователю от женералитета Каталонии для поощрения исследований,
- 2002 — грант от Фонда Рамона Аресеса,
- 2002 — трёхлетний грант от Европейской комиссии RTN,
- 2003 — двухлетний грант от Министерства промышленности Испании[англ.],
- 2004 — премия короля Хайме I по экономике от правительства Валенсии[англ.],
- 2005 — четырёхлетний грант DURSI от женералитета Каталонии,
- 2005 — премия Юрьё Яхнссона[англ.],
- 2006 — двухлетний грант от Министерства образования и науки Испании[англ.],
- 2006 — грант фонда Банка Франции,
- 2008 — премия от каталонского общества экономики,
- 2009 — высокоцитируемый автор согласно Институту научной информации,
- 2009 — двухлетний грант от Министерства науки и инновации Испании,
- 2009 — трёхлетний грант DIUE от женералитета Каталонии,
- 2009 — двухлетний грант от Европейского исследовательского совета,
- 2011 — Национальная премия за исследования от Каталонского института фонда поддержки исследований,
- 2011 — флаг Оро от Испанского института финансовых аналитиков,
- 2011 — премия IEF за финансовые успехи в академической карьере,
- 2012 — двухлетний грант от Министерства науки и инновации Испании,
- 2013 — грант фонда Банка Франции,
- 2014 — трёхлетний грант от Европейского исследовательского совета,
- 2015 — медаль Хорхе Нарциса от женералитета Каталонии.